# Equisetum sylvaticum
Espèce
La Prêle des bois (Equisetum sylvaticum) est une espèce de prêles (plantes alliées des fougères) des zones tempérées de l'hémisphère nord.

## Description
La Prêle des bois présente des tiges de deux sortes. Les tiges stériles, de couleur verte à brun pâle, peuvent atteindre 70 cm, et portent des verticilles de branches assez longues, souvent retombantes, ramifiées. Les tiges fertiles, portent de courts rameaux chlorophylliens à leur base, et se terminent par des sporanges abrités par des écailles. Les gaines des tiges végétatives portent des dents prolongées par 3 à 6 appendices membraneux.

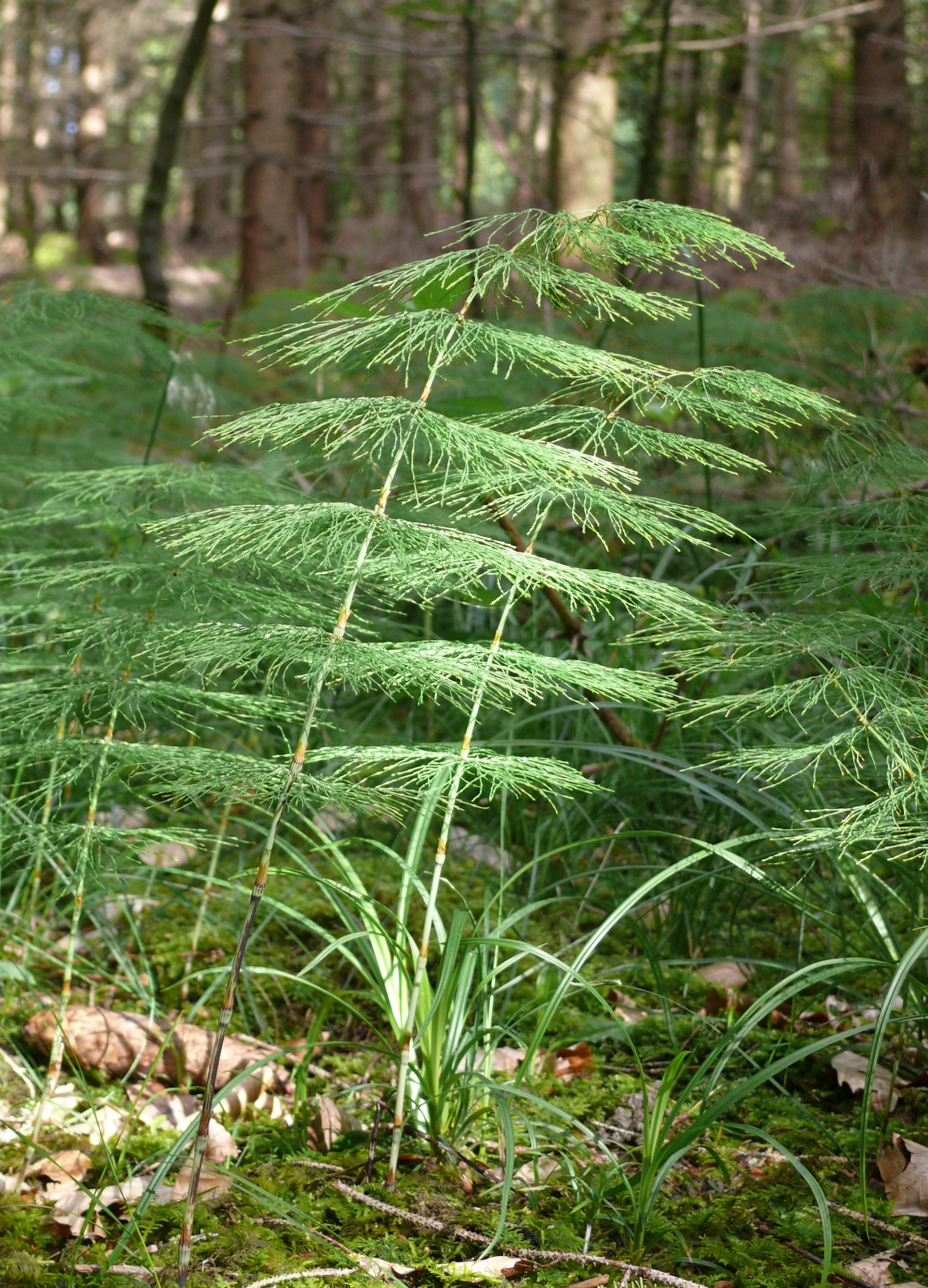

## Habitat
La Prêle des bois est une espèce acidophile, que l'on rencontre principalement dans les tourbières de plaine et de moyenne montagne des régions tempérées, par exemple en compagnie, en Europe, des joncs à fleurs aiguës (Juncus acutiflorus) et des Carex noirs (Carex nigra ssp. nigra).

## Répartition
La Prêle des bois est présente au Groenland, sur une majeure partie du Canada, dans le Nord des États-Unis (de la côte est à la côte ouest), en Chine, Corée, Japon, dans la partie nord de la fédération de Russie, et en Europe de l'Ouest.
Concernant la France, la Prêle des bois est présente dans la plupart des départements à l'Est d'une ligne allant du Pas-de-Calais au Roussillon, ainsi qu'en Bretagne et en Basse-Normandie. Elle est également présente à Saint-Pierre-et-Miquelon.

## Protection
Conséquence de la disparition des tourbières, la prêle des bois a fortement régressé sur une grande partie de son aire de répartition initiale.
Elle est protégée au niveau régional dans les régions Bourgogne, Picardie, Basse-Normandie et Limousin. Elle est également incluse dans la Liste rouge de la région Champagne-Ardenne.
Aux États-Unis, elle est considérée comme menacée dans les États de l'Illinois, de l'Iowa, du Maryland et de Rhode Island.

## Synonymes
Equisetum ramosum   Gilib.
Equisetum umbrosum Lapeyr.